# Styrax macrocarpus
Styrax macrocarpus là một loài thực vật có hoa trong họ Bồ đề. Loài này được Cheng miêu tả khoa học đầu tiên năm 1938.